# Hans Olufsen Spandemager
Hans Olufsen Spandemager (latin Sitularius eller Urnarius, død 4. maj 1571) var en dansk præst.
Denne mand, der var en af reformationens fædre i Skåne, var født i Malmø, hvor hans fader, Oluf Spandemager, endnu levede 1519. Oprindelig var han munk i Helligåndsklosteret i hans fødeby, og ligesom hans bysbarn Claus Mortensen Tøndebinder sluttede han sig tidlig til den lutherske lære og begyndte at forkynde evangeliet, når lejlighed gavs. Men da den udvalgte ærkebiskop Aage Sparre gjorde anstalter til at lægge ham alvorlige hindringer i vejen, begav han sig sammen med Claus Mortensen i september 1527 til Haderslev, hvor reformationen under hertug Christians beskyttelse var i fuld gang. Her forblev de i et års tid og vendte så tilbage til Malmø, vel rustede til at optage kampen og, hvad der ikke var af mindst betydning, forsynede med et kongeligt værnebrev, der stillede dem uden for ærrkebispens jurisdiktion. De mødte derfor ikke, da Aage Sparre i november 1528 kom til Malmø for at kalde dem til regnskab og, efter i 3 dage at have ventet på dem, måtte nøjes med i et brev at advare borgerne mod deres kætterier. Da munkene i slutningen af 1529 måtte forlade Helligåndsklosteret, blev kirken af borgmestre og råd indrømmet Hans Olufsen Spandemager til at prædike i. Han skal have hjulpet Claus Mortensen ved affattelsen af danske salmer til brug ved den evangeliske gudstjeneste. I 1530 mødte han med mange andre lutherske prædikanter fra forskellige egne af landet ved herredagen i København, hvor de af al magt prædikede mod papismen. Hjemkommen der fra fortsatte han med iver sin gerning i Malmø og skal efter Hans Tausens eksempel have tilladt sig at ordinere præster. Hans skæbne under borgerkrigen er os ikke nærmere bekendt; men efter at der atter var kommet fred i Landet, fik Hans Olufsen Spandemager i november 1536 kongelig præsentation til Højby Kirke ved Malmø. Snart efter blev han sognepræst ved domkirken i Lund, hvormed provstiet i Torne Herred var forenet. Hans ydre vilkår var efter de trange tider, han havde gennemgået, så ringe, at staden Malmø betalte hans gæld, inden han drog bort. Også i Lund vare hans økonomiske vilkår kun små, så han maatte være glad ved at blive forlenet med et vikariat ved Domkirken. Under kongens besøg på Lundegaard i november 1546 opnåede han, at kongetienden af Nørre Hvidinge blev tillagt hans embede, og at han fik løfte om det første kanonikat, der blev ledigt i kapitlet. Han døde 1571, vistnok i en høj alder, da han allerede 1556 omtales som trængende til medhjælp. Lyskander tillægger ham Expositiones evangeliorum dominicalium; men denne prædikensamling har næppe været trykt.